# Mari Jászai
Mari Jászai (Ászár, 24 febbraio 1850 – Budapest, 5 ottobre 1926) è stata un'attrice ungherese.

## Biografia
Mari Jászai nacque in una famiglia di operai, iniziò a lavorare sin da bambina come domestica a Vienna e a Budapest. Durante la battaglia di Sadowa, quando aveva sedici anni, aiutò i militari impegnati nei combattimenti. Un anno dopo, nel 1867, iniziò a lavorare come comparsa a Buda. Si sposò giovanissima ma divorziò presto dal primo marito. Dal 1872 entrò a far parte della compagnia del Teatro Nazionale di Ungheria dove rimase sino alla sua morte, avvenuta nel 1926.
Fu una delle attrici più importanti del teatro ungherese.

## Riconoscimenti
Nel 1953 il Parlamento di Budapest ha istituito un premio che prende il suo nome e viene assegnato ogni anno, il Premio Mari Jászai.